# Carl-Ossian Klingspor
Carl-Ossian Klingspor, folkbokförd Per Set Carl Ossian Klingspor, född 17 januari 1919 i Lidköping, död 31 januari 1985 i Lunds domkyrkoförsamling, var en svensk arkitekt.
Klingspor, som var son till ingenjör Set Klingspor och Rut Nyman, avlade studentexamen i Malmö 1939 och utexaminerades från Kungliga Tekniska högskolan 1946. Han blev vice stadsarkitekt i Lund 1947, var stadsplanearkitekt där från 1949 och drev egen arkitektfirma i Lund från 1961. Han var styrelseledamot i Lunds stads turisttrafikförening och ledamot av Lunds stads konstnämnd. Klingspor är begravd på Limhamns kyrkogård i Malmö.